# Asterina toddaliicola
Asterina toddaliicola är en svampart som beskrevs av Hosag., D.K. Agarwal, H. Biju & Archana 2006. Asterina toddaliicola ingår i släktet Asterina och familjen Asterinaceae.   Inga underarter finns listade i Catalogue of Life.